# (38540) Stevens
(38540) Stevens (1999 VG2) – planetoida z pasa głównego asteroid okrążająca Słońce w ciągu 5,14 lat w średniej odległości 2,98 j.a. Odkryta 5 listopada 1999 roku.